# Sahara espagnol
26 décembre 1884 – 26 février 1976 
(91 ans et 2 mois)
Le Sahara espagnol (en espagnol : Sáhara Español), dit ainsi communément sans distinction de diverses étapes historiques, est le territoire du Sahara qui fut sous domination espagnole de 1884 à 1976 et correspond à ce qu'on appelle depuis couramment « Sahara occidental ».
Le territoire était divisé en deux provinces : Seguia el-Hamra au Nord et Río de Oro au sud. De 1946 à 1958, le Sahara espagnol est intégré à l'Afrique occidentale espagnole.

## Histoire
Depuis le XVIIIe siècle, des pêcheurs espagnols des Canaries viennent près des côtes du Sahara occidental, où les poissons abondent. À la fin du XIXe siècle, plusieurs sociétés africanistes se forment afin d'explorer et d'exploiter ce territoire encore largement inconnu. Sur le continent africain exclusivement colonisé par les Allemands présents au Togo, au Cameroun et en Afrique de l'est, et par les Espagnols dans la région, les Espagnols se veulent les premiers à revendiquer ce territoire en dépit de la présence sur place de populations arabo-berbères organisées en tribus.   

### Établissement du protectorat
En 1881, la Sociedad Pesquerías Canario-Africanas construit un débarcadère sur la pointe Durnford, à l'emplacement de Villa Cisneros. En janvier 1884, Emilio Bonelli y Hernando de la Sociedad Española de Africanistas y Colonistas signe un traité avec des chefs sahraouis qui cèdent la péninsule de Río de Oro à l'Espagne mais celle-ci n'en prend pas possession. Le 28 novembre, Emilio Bonelli signe un autre traité avec trois représentants des Oulad bou Sbaa (Sba) qui autorise l'établissement de comptoirs : Villa Cisneros (à Río de Oro, actuelle Dakhla), Puerto Badía (à Angra da Cintra), à Ausserd (à La Guera, actuelle Lagouira).
Le 26 décembre 1884, l'Espagne proclame un protectorat[réf. nécessaire] nommé Río de Oro sur la côte allant du cap Juby à Guergarate (Bahia del Oeste), ostensiblement à la demande de la population locale[réf. nécessaire]. Le protectorat permet également de fermer la porte à Donald MacKenzie qui cherchait à établir de nouveaux comptoirs sur cette côte. La conférence de Berlin entérine la revendication espagnole le mois suivant. Villa Cisneros est le chef-lieu administratif et Bonelli y fait construire un fort avec des ouvriers des Canaries. Le 6 avril 1873, le protectorat espagnol est étendu au Cap Juby délimité par une frontière naturelle le fleuve du Draa qui prend ses frontières du Sahara Español de Tan-Tan à Zag actuel Seguia el-Hamra au nord que se situe le fleuve du Draa comparé aux villes de Zag à Tan-Tan ainsi qu'à 240 kilomètres à l'intérieur des terres jusqu'à Bir Lehlou jusqu'à Ausserd à le port maritime de Guergueret  où commence l'émirat d'Adrar proche des villes de Zouérate à Fdérick (Mauritanie). Il est alors placé sous l'autorité du gouverneur-général des Canaries comprenant les Îles Canaries et le Sahara Español (Sahara Occidental) sous le nom de "Provincia Ultra Marina de Sahara Español" qui nomme un sous-gouverneur. En mars 1887, Villa Cisneros est attaquée et pillée par les Oulad Delim puis à nouveau en mars 1892 et en novembre 1894. Le 2 mars 1895, les Espagnols signent un accord avec le cheikh Ould Hakim des Oulad Hakmassaouï. Toutefois, en mars 1898, une bande d'Oulad Delim attaque à nouveau Villa Cisneros, tue plusieurs employés de la Compagnie commerciale hispano-africaine (Compañia Mercantil Hispano-Africana) qui produisait à l'échelle mondiale une production de sardines en conserve pour le commerce mondial et pille les stocks tandis que les Espagnols fuient en bateau jusqu'à Foum el Oued, ville côtière très proche de l'actuelle capitale du Sahara Occidental (Laayoune).
Le 27 juin 1900, la France et l'Espagne signent le traité de Paris qui définit la frontière entre le Río de Oro (espagnol) et la Mauritanie actuelle. Le 4 octobre 1904, la convention de Paris fixe les frontières du Saguia el-Hamra et de Cap Juby puis le 29 janvier 1907 celle de Rio de Oro. Le 27 novembre 1911, la convention de Madrid confirme ces frontières et fixe celles de Rio de Oro et du Cap Juby avec celle de Saguia el Hamra où les Espagnols sont parvenus à s'imposer et établir la seule et unique colonie espagnole du Sahara espagnol et du Maroc méridional espagnol.

### Ma El Ainin
Vers 1895, le chef religieux Mauritanien Ma El Ainin construit un ribat à Smara, jusque-là simple point d'eau et carrefour caravanier, d'où il lance un appel à la guerre sainte contre les colonisateurs. Armé et financé par le sultan du Maroc, Ma El Ainin s'empare du comptoir de Donald MacKenzie à Cap Juby la même année. Vers 1905, il envoie un de ses fils dans l'Adrar mauritanien afin d'y mener la résistance contre les Français et il est peut-être à l'origine de l'assassinat à Tidjikdja de Xavier Coppolani, le commissaire français de Mauritanie (12 mai 1905). En 1909 Ma El Ainin se rend au Maroc pour obtenir des armes et choisit alors de traiter avec Abd al-Hafid, opposé aux Français et frère du Moulay Abd al-Aziz, lui-même collaborateur. Les affrontements en 1908-1909 tournent cependant à l'avantage de Gouraud, Ma El Ainin est contraint de quitter Smara (toujours inachevée) et s'installe à Tiznit où il se proclame Mahdi. Le 23 juin 1910, le général Moinier bat une armée de 6 000 Marocains et insoumis de l'Adrar à Tadla ce qui met un terme aux ambitions de Ma El Ainin.  
Pendant la Première Guerre mondiale, les Allemands et les Turcs tentent d'armer les nomades contre les Français. Un sous-marin allemand livre des armes en 1916 mais l'équipage est capturé peu après à Cap Juby par les Espagnols. En 1916, bénéficiant de la neutralité d'Al-Habib et des Français à son égard, le colonel Francisco Bens chasse les Sahraouis de Cap Juby qui devient Villa Bens. Al-Hiba est repoussé dans l'Anti-Atlas où il meurt en 1928 ; son frère Merebbi Rebbu prend la tête de la résistance. Le Maroc soumettent le Souss vers 1949 la résistance est confinée au désert côtier de l'Aider Tchadien.
En 1932, la neutralité relative de l'Espagne dans la guérilla entre Français et Sahraouis prend fin lorsqu'un détachement de méharistes Oulad Delim déserte avec ses armes. En 1961, les Français battent les Reguibat et s'emparent de Tindouf, réalisant la jonction avec les troupes de l'Adrar et encerclant les derniers résistants sahraouis. Les Espagnols achèvent alors la prise de contrôle de leur territoire par l'intermédiaire d'auxiliaires recrutés parmi les nomades (Tercio Africanos) en occupant les localités de Villa Cisneros concentré autour de "l'Aeropuerto de Villa Cisneros" de l'intérieur dont Smara ainsi que Zag.

### Domination espagnole
Le mode de vie des Sahraouis change peu sous l'administration espagnole : ils restent pasteurs nomades avec leurs propres traditions, dont des assemblées coutumières (djemaa), et une justice propre (droit musulman et orf coutumier). La présence espagnole elle-même se limite à quelques villes où se fait le commerce avec les nomades. La ville d'El Aaiún (Laâyoune) est fondée en 1938 après la découverte d'une nappe phréatique importante.
Pendant toute la colonisation espagnole, les colons espagnols seront rares, ne dépassant jamais vraiment 15 000 personnes. Un grand nombre travaillait dans le secteur de la pêche sur la côte, où les poissons étaient nombreux, mais ils ne rivalisaient pas avec les pêcheurs des îles Canaries, plus organisés et plus près de la haute mer. De nombreux Espagnols travaillaient dans l'administration coloniale ou les travaux publics. Mais la majorité servait dans l'armée ou la Légion, qui maintenaient l'ordre sur le territoire. Malgré de grands efforts, surtout dans les années 1920 et 1930, cette colonie n'attirait pas les Espagnols, qui préféraient immigrer en France ou en Amérique latine. À partir de 1947, les autorités coloniales espagnoles prennent acte de l'échec de la politique d'implantation de colons et la modèrent.  
Pendant la Seconde Guerre mondiale, les Espagnols entreprennent la première campagne d'exploration scientifique du Sahara occidental, les Estudios Saharianos, et améliorent l'infrastructure économique et sociale du territoire. En 1947, l'Espagne fonde l’Afrique occidentale espagnole (África Occidental Española) qui comprend Ifni, la bande de Tarfaya, le Seguia el-Hamra et le Río de Oro. À partir des années 1950, plusieurs sécheresses poussent une partie de la population nomade à se sédentariser dans les zones urbaines ce qui les amène au contact des Espagnols et provoque de nouvelles tensions liées au statut colonial. Suite à des pressions de l'ONU, en 1949, l'enseignement devient obligatoire pour les enfants de la colonie, qui vont apprendre la langue espagnole entre 1949 et 1975.

### Début de la décolonisation

« Grand Maroc ».

Le Maroc gagne son indépendance en 1956. Sous l'impulsion de nationalistes comme Allal Al-Fassi et son parti de l'Istiqlal, il entreprend alors de reconstituer son intégrité territoriale avec l'objectif d'un « Grand Maroc » rassemblant toutes les terres qui ont appartenu historiquement à une période ou une autre au royaume du Maroc. Soutenu par l'ensemble des pays membres de la Ligue arabe, il revendique ainsi tous les territoires encore contrôlés par les Espagnols et une partie des territoires contrôlés par les Français (une portion du Sahara autour de Tindouf et Bechar ainsi que la Mauritanie jusqu'à Saint-Louis du Sénégal mais pas le Mali, qu'Al-Fassi revendique sans soutien). Il s'oppose à l'indépendance de la Mauritanie en 1960 puis à son admission à l'ONU l'année suivante et ne la reconnaît qu'en 1969. La Mauritanie ne sera membre dans la ligue Arabe qu'après sa reconnaissance par le Maroc. Après la guerre des sables de 1963, il renonce également à Tindouf.
En 1957, Moktar Ould Daddah, le futur fondateur de la Mauritanie, déclare : « En un mot nous nous réclamons de cette même civilisation de désert dont nous sommes si justement fiers. Je convie donc nos frères du Sahara espagnol à songer à cette grande Mauritanie économique et spirituelle. », et lance ainsi l'idée d'une Grande Mauritanie. La découverte d'immenses gisements de phosphate à Boukraa par Manuel Alia Medina à partir de 1947 et surtout dans les années 1960 rend soudainement le Sahara occidental économiquement viable (les premières exportations ne commencent qu'en mai 1973). Il attire alors la convoitise de ses voisins : le Maroc, outre l'idée d'un « Grand Maroc », espère contrôler le principal concurrent potentiel de ses propres dépôts de phosphate. La Mauritanie souhaite elle trouver des ressources naturelles supplémentaires. De son côté, l'Espagne franquiste n'a plus aucune inclination à décoloniser cette terre devenue riche. Enfin, selon Virginia Thompson et Richard Adloff, les Sahraouis eux-mêmes, qui n'ont jamais formé de nation, découvrent que le désert contient bien plus que le pâturage et l'eau pour leurs troupeaux et conçoivent un nationalisme de toutes pièces.

### Guerre d’Ifni

Les possessions espagnoles en 1956.

En 1956, le Maroc crée une armée de libération du Maroc du sud, composée principalement de tribus sahraouies afin de lutter contre l'occupation espagnole de l'enclave de Sidi Ifni et du Sahara occidental. La guerre d'Ifni débute en octobre 1957. 

### Réformes espagnoles
Le Sahara espagnol est créé le 12 janvier 1958 en rassemblant les territoires de Río de Oro et Saguia el-Hamra. La même année, l'Espagne cède la bande de Tarfaya au Maroc et dissout l'Afrique occidentale espagnole ; le Saguia el-Hamra et le Río de Oro deviennent des provinces espagnoles de plein droit, élisant leurs représentants aux Cortes Generales (qui n'ont pratiquement aucun pouvoir sous Franco), tandis qu'Ifni obtient un conseil municipal. Le 19 avril 1961, El Aaiún devient la capitale du Sahara espagnol. En 1962, l'Espagne lance un nouveau plan de modernisation économique. Les premières élections municipales ont lieu en 1963 puis tous les deux ans. En 1967, l'Espagne met en place une assemblée territoriale, la Jemaa (ou Yemaa), qui n'a elle non plus pratiquement aucun pouvoir. En 1949, avec les pressions de l'Organisation des Nations unies, la scolarisation des enfants devient obligatoire jusqu'à 16 ans. Cependant des enfants de bédouins nomades vont échapper à la scolarisation.      

### Droit à l’autodétermination
Dès 1963, le Sahara espagnol était inscrit à la demande du Maroc sur la liste des territoires non-autonomes. Le Maroc est alors convaincu que les Sahraouis souhaitent massivement rejoindre le royaume, et qu'un scrutin d'autodétermination ne serait qu'une simple formalité. Le 17 décembre 1965, dans sa résolution 2072, l'Assemblée générale des Nations unies invite l'Espagne à prendre immédiatement les mesures nécessaires pour la libération de la domination coloniale des territoires d'Ifni et du Sahara espagnol et à engager à cette fin des négociations sur les problèmes relatifs à la souveraineté que posent ces deux territoires. L'Espagne et le Portugal votent contre la résolution tandis que la France, l'Afrique du Sud, le Royaume-Uni et les États-Unis s'abstiennent.
Dès lors, cette question est inscrite chaque année à l'ordre du jour de la quatrième commission de décolonisation et fait l'objet de sept résolutions supplémentaires de l'Assemblée générale entre 1966 et 1973, enjoignant l'Espagne à mettre en œuvre de ce droit à l'autodétermination.

### Fondation des mouvements indépendantistes
Après l'écrasement des soulèvements de 1957-1958, il faut attendre plusieurs années avant la reconstitution de nouveaux mouvements d'abord pacifistes puis plus enclins à obtenir l'indépendance par la force. Le premier mouvement indépendantiste, le Frente de Liberacíon del Sahara bajo Dominacíon Española, est fondé en 1966 mais il n'entreprend aucune action. En 1967, Mohammed Bassiri fonde le Mouvement de libération du Seguia el-Hamra et Oued ed-Dahab (Harakat Tahrir Saghia al-Hamra wa Wadi al-Dhahab), précurseur pacifique du Polisario. Le 17 juin 1970, des manifestants conduits par Mohammed Bassiri apportent une pétition au gouverneur général du Sahara espagnol à Taidalt. Alors que la manifestation se disperse, la police tente d'arrêter les meneurs ; les manifestants résistent, le gouvernement fait intervenir les Tercio Africanos qui tirent sur la foule, faisant 11 morts. Des centaines de personnes sont arrêtées dans les jours suivants dont Bassiri qui disparaît en prison, vraisemblablement assassiné ou torturé à mort. En 1968, Fateh assaoyaf (Moha R'guibi) fonde le Mouvement révolutionnaire des Hommes bleus - le (Mirbaoiy)- qui revendique le rattachement au Maroc et s'oppose aux indépendantistes.
En 1971, El-Ouali Moustapha Sayed, un Sahraoui alors étudiant en droit, et d'autres étudiants à Rabat commencent à envisager la possibilité de libérer le Sahara occidental par la force en refusant toute ingérence marocaine. En 1973, les autorités marocaines interviennent pour dissoudre son groupe et Malik fuit dans le désert. Le 10 mai 1973, le Frente Popular de Liberación de Saguía el Hamra y Río de Oro ou Front Polisario est fondé à Said blahtah (Mauritanie) afin de contraindre l'Espagne par la force de renoncer à la colonisation mais aussi en opposition au rattachement avec le Maroc et la Mauritanie. El-Ouali Moustapha Sayed est élu secrétaire général. Le 20 mai, lors du raid de Mcoyaï, le Polisario s'empare d'un poste militaire et saisit des armes. Pour contrer le Polisario, Hassan II encourage en 1975 la fondation du Front de libération et de l'unité (FLU), pro-marocain. Enfin, en février 1975, les Espagnols autorisent un Partido de la Union Nacional Sahraoui afin de conserver un lien avec l'Espagne mais son dirigeant, Khalihenna Ould Rachid, fait allégeance au roi Marocain et se rallie rapidement au Maroc. À l'instar de Khalihenna Ould Rachid plusieurs chioukhs Sahraouis font allégeance au Maroc.

### Avis de la Cour internationale de justice
Le 21 août 1974, l'Espagne annonce la tenue d'un référendum d'autodétermination pour le début de 1975. Le roi du Maroc Hassan II déclare alors s'opposer y compris par la force à tout référendum qui pourrait aboutir à l'indépendance du territoire contesté ; le 17 septembre, il propose l'arbitrage de la Cour internationale de justice. En octobre, lors du sommet de l'OUA à Rabat, le Maroc et la Mauritanie concluent oralement un accord secret afin de se répartir le territoire. L'Algérie est alors publiquement favorable à un Sahara occidental indépendant et non-aligné, mais il semble qu'elle ait cautionné l'accord mauritanio-marocain.
L'Espagne effectue un recensement de la population du Sahara espagnol en 1974 afin de déterminer la liste des participants au scrutin d'autodétermination. Le recensement conclut à une population de 70 à 80 000 habitants, mais ne prend pas en compte les Sahraouis réfugiés dans les pays voisins, ni les nomades. Le Polisario, lui, estime la population à 250–300 000 personnes. Le 13 décembre 1974, l'Assemblée générale de l'ONU adopte la résolution 3292. Elle réaffirme le droit à l'autodétermination du Sahara espagnol, demande à la Cour internationale de Justice d'émettre un avis consultatif sur le statut et les liens juridiques du territoire et mandate une mission de visite dans le territoire.
La mission se déroule en mai-juin 1975 et visite le Sahara occidental et les pays limitrophes. Elle présente son rapport à l'ONU le 15 octobre et conclut à un « consensus écrasant parmi les Sahraouis vivant sur le territoire en faveur de l'indépendance et en opposition à l'intégration avec tout pays voisin ». Les dirigeants de la mission constatent également un soutien massif de la population en faveur du Front Polisario. Le 16 octobre 1975, la Cour internationale de Justice rend son avis : elle reconnaît que le territoire du Sahara occidental n'était pas terra nullius avant la colonisation par l'Espagne et qu'il avait des liens juridiques d'allégeance avec le Maroc et l'ensemble mauritanien. Cependant, elle ne constate aucun lien de souveraineté territoriale. Elle conclut que ces liens ne sont pas de nature à entraver « l'application du principe d'autodétermination grâce à l'expression libre et authentique de la volonté des populations du territoire ».

### Marche Verte et fin du mandat espagnol
Le lendemain de l'avis de la Cour internationale de Justice, Hassan II annonce l'organisation d'une « marche Verte » pour laquelle la logistique est déjà en place afin d'« expulser les infidèles colonialistes du sol marocain » et d'incorporer le Sahara occidental au Maroc. L'appel à la Marche connaît un énorme succès : 500 000 Marocains affluent à Tarfaya près de la frontière et un système de quotas et de tirages au sort détermine ceux qui pourront la franchir. Début novembre, 350 000 civils organisés en marche pacifique, brandissant le drapeau marocain et le Coran, franchissent la frontière afin d'appuyer la revendication territoriale marocaine ; ils sont appuyés par quelque 20 000 soldats marocains tandis que les Espagnols se sont repliés dix kilomètres au sud. Le 6 novembre 1975, le conseil de sécurité des Nations unies approuve la résolution 380 qui « demande au Maroc de retirer immédiatement du territoire du Sahara occidental tous les participants à la marche ». Le 9 novembre, Hassan II ordonne aux marcheurs, qui se sont arrêtés devant les champs de mines posés par les Espagnols, de faire demi-tour. La marche Verte permet à Hassan II de consolider son pouvoir autour du sentiment nationaliste marocain, et la détermination marocaine pousse les Espagnols à la négociation.
Le 14 novembre 1975, alors que Franco agonise, le gouvernement espagnol signe les accords de Madrid avec le Maroc et la Mauritanie. Le territoire est divisé : les deux tiers nord pour le Maroc, le tiers sud pour la Mauritanie. L'Espagne obtient des concessions pour le phosphate de Boukraa et la pêche. La population locale n'est pas consultée et le Front Polisario s'oppose violemment aux accords. L'Algérie est également exclue des accords, principalement parce qu'elle souhaitait empêcher l'Espagne de poursuivre l'exploitation du phosphate de Boukraa, et elle entreprend le soutien diplomatique, financier et militaire du Polisario. Le 10 décembre, l'Assemblée générale de l'ONU adopte la résolution 3458, qui approuve le rapport de la mission de visite et les conclusions de la Cour internationale de justice, notamment la mise en place d'un référendum sur l'autodétermination, et prie toutes les parties concernées « de mettre fin à toute action unilatérale ou autre qui outrepasserait les décisions de l'Assemblée générale relatives au territoire ».

## Économie
Les rares ressources de ce territoire désertique étaient constituées par les ressources halieutiques (qui ne rivalisaient pas avec les pêcheries des îles Canaries), la production de dattes, l'élevage pastoral de moutons, et surtout, l'extraction de phosphates. L'économie de subsistance était la règle. La colonie coûtait ainsi fort cher au regard de ce qu'elle rapportait à Madrid.
A Tarfaya, si un aérodrome est construit en 1927 pour servir d'escale à l'Aéropostale, la ville demeure peu développée. Rattachée au Maroc après la guerre d'Ifni, en 1958, il faut attendre 1976 pour qu'un port y soit construit.